# Premio letterario Boccaccio
Il premio letterario Boccaccio è un premio letterario italiano la cui prima edizione risale al 1982 e che viene assegnato annualmente a Certaldo (in provincia di Firenze) a un'opera di narrativa italiana, a una di narrativa internazionale e a una di giornalismo da parte dell'associazione letteraria "Giovanni Boccaccio".

## Origini
L’associazione culturale "Giovanni Boccaccio" è nata nel 1982 per iniziativa di Paolo Renieri e di un gruppo di amici con lo scopo di assegnare un premio ad uno scrittore italiano con particolari meriti per la sua produzione letteraria.
In un secondo tempo il premio ha istituito una sezione dedicata agli scrittori stranieri e una dedicata ai giornalisti.
La giuria è composta da: Antonella Cilento, Agnese Pini,Marta Morazzoni, Paolo Ermini, Roberto De Ponti. Il presidente della giuria è stato fin dalla nascita del premio il senatore Sergio Zavoli, dopo la sua morte, il presidente della giuria è Walter Veltroni.
L'associazione che assegna i premi si propone, inoltre, di favorire la lettura e la cultura, soprattutto di tutto quanto legato a Giovanni Boccaccio, in sinergia con le istituzioni scolastiche e le amministrazioni pubbliche .

## Regolamento
Una giuria composta di un numero da cinque a nove membri tra le personalità più note della cultura letteraria italiana e designati dal consiglio direttivo dell'associazione, nomina una terna di scrittori per ciascuna sezione (narrativa italiana, narrativa straniera e giornalismo), dalla quale verrà scelto in un secondo tempo il vincitore.
Eventuali altri premi nell'ambito della stessa manifestazione vengono istituiti e amministrati di volta in volta dal consiglio direttivo.

## Albo d'oro

### Sezione Narrativa
- 1981 Piero Chiara
- 1982 Giovanni Arpino
- 1983 Gina Lagorio
- 1984 Gesualdo Bufalino
- 1985 Mario Rigoni Stern
- 1986 Manlio Cancogni
- 1987 Mario Tobino
- 1988 Giovanni Spadolini
- 1989 Giulio Andreotti
- 1990 Enzo Biagi
- 1991 Indro Montanelli
- 1992 Michele Prisco[6]
- 1993 Fulvio Tomizza
- 1994 Alberto Bevilacqua
- 1995 Marta Morazzoni
- 1996 Giorgio Montefoschi
- 1997 Sergio Zavoli
- 1998 Mario Luzi
- 1999 Enzo Bettiza
- 2001 Giuseppe Pontiggia
- 2002 Susanna Tamaro
- 2003 Francesca Marciano
- 2004 Margaret Mazzantini
- 2005 Claudio Magris
- 2006 Cristina Comencini
- 2007 Andrea Camilleri
- 2008 Andrea Vitali
- 2009 Daniele Del Giudice
- 2010 Alessandro Baricco
- 2011 Alberto Arbasino
- 2012 Emanuele Trevi[7]
- 2013 Aldo Busi
- 2014 Antonella Cilento
- 2015 Stefano Massini[8]
- 2016 Dacia Maraini
- 2017 Benedetta Craveri
- 2018 Alessandra Necci[9]
- 2019 Luigi Guarnieri
- 2020 Ermanno Cavazzoni
- 2021 Claudio Piersanti[10]
- 2022 Alessandro Zaccuri[11]
- 2023 Georgi Gospodinov
- 2024 Giuseppe Montesano e Toni Servillo

- 2025 Melania Mazzucco

### Sezione Internazionale
- 1990 Gregor von Rezzori
- 1991 François Fejtő
- 1992 Predrag Matvejevic
- 1993 Manuel Vazquez Montalban
- 1994 Fleur Jaeggy
- 1995 Evgenij Aleksandrovič Evtušenko
- 1996 Antonio Skármeta
- 1997 Ismail Kadaré
- 1998 Luis Sepùlveda
- 1999 Baltasar Porcel
- 2000 Bjorn Larsson
- 2001 Noah Gordon
- 2002 Muriel Spark
- 2003 Dominique Lapierre
- 2004 Mark Haddon
- 2005 Abraham Yehoshua
- 2006 Vikram Seth
- 2007 Ildefonso Falcones
- 2008 Aharon Appelfeld
- 2009 Hugh Thomas
- 2010 Parinoush Saniee
- 2011 Kamila Shamsie
- 2012 Lars Gustafsson
- 2013 Catherine Dunne
- 2014 François Garde
- 2015 Mario Vargas Llosa
- 2016 Maylis de Kerangal
- 2017 Daniel Pennac
- 2018 Michel Houellebecq
- 2019 André Aciman
- 2020 Fernando Aramburu
- 2021 Francesca Mannocchi

### Sezione Giornalismo
- 2001 Bruno Vespa
- 2002 Tiziano Terzani
- 2003 Piero Angela
- 2004 Aldo Forbice
- 2005 Sergio Romano
- 2006 Giancarlo Mazzucca
- 2007 Giulio Anselmi
- 2008 Magdi Cristiano Allan
- 2009 Ferruccio De Bortoli
- 2010 Giovanni Minoli
- 2011 Enrico Mentana
- 2012 Piero Ostellino
- 2013 Massimo Franco
- 2014 Emilio Giannelli
- 2015 Milena Gabanelli
- 2016 Lilli Gruber
- 2017 Francesco Tullio Altan e Paolo Rumiz
- 2018 Federico Rampini
- 2019 Barbara Stefanelli
- 2020 Giovanna Botteri
- 2021 Alessandra Sardoni
- 2022 Lorenzo Cremonesi
- 2023 Stefania Battistini
- 2024 Corrado Augias
- 2025 Ezio Mauro

### Premio all’Etica della Comunicazione
- 2021 Francesca Mannocchi
- 2022 Lucia Goracci
- 2023 Marco Paolini
- 2024 Pegah Moshir Pour
- 2025 Claudio Baglioni